# Max Hartwell
Ronald Max Hartwell (1921 – 2009) è stato uno storico australiano liberale della rivoluzione industriale britannica.
Il primo incarico accademico di Hartwell fu presso l'Università del New South Wales (1950–1956), dove ricoprì la cattedra di storia economica . Questo è stato seguito da un lettorato di storia economica e sociale moderna presso l'Università di Oxford e poi come professore al Nuffield College, Oxford, dal 1956 al 1977 (emerito dal 1977). Ha lavorato come redattore dell'Economic History Review dal 1960 al 1968. Dal suo pensionamento nel 1977, Hartwell è stato visiting professor di economia presso l'Università della Virginia ogni semestre autunnale fino all'inizio degli anni '90, e spesso ha trascorso il semestre primaverile all'Università di Chicago in una veste simile.
Il suo articolo "The Rising Standard of Living in England, 1800–1850" nell'Economic History Review ha generato molte controversie. L'opinione di Hartwell secondo cui l'industrializzazione aveva incommensurabilmente migliorato la sorte dei poveri era in contrasto con l'opinione prevalente, in particolare quella di Eric Hobsbawm, che sottolineava gli effetti economici dannosi dell'industrializzazione sui poveri.
È stato membro della Mont Pelerin Society e, dal 1992 al 1994, suo Presidente.

## Opere
- The Economic Development of Van Diemen's Land, 1820–1850 (1954).
- The Rising Standard of Living in England, 1800–1850 (1961).
- The causes of the Industrial Revolution in England (Introduction) (1967).
- The Industrial Revolution and Economic Growth (1971).

| Controllo di autorità | VIAF (EN) 14816350 · ISNI (EN) 0000 0001 1438 2554 · LCCN (EN) n50028366 · GND (DE) 119256975 · BNF (FR) cb12193494g (data) · J9U (EN, HE) 987007601562005171 |